# Йордан Йосифов
Йордан Йорданов Йосифов (12 август 1932 – 23 декември 2014) е български футболист, вратар. По време на състезателната си кариера играе за Славия (София) и Локомотив (София).

## Биография
Йордан Йосифов е футболист на Славия (София). Част е от отбора на България, спечелил бронзовите медали на Летните олимпийски игри от 1956 г. в Мелбърн.
Бил е част от управителите на Сдружението на футболистите-ветерани.